# 나카노정 (가나가와현)
나카노정(일본어: 中野町)은 일본 가나가와현 쓰쿠이군에 있던 정이다. 현재의 사가미하라시 미도리구의 일부에 해당한다.

## 역사
- 1889년 4월 1일 - 정촌제 시행에 의해 쓰쿠이군 나카노촌이 성립하였다.
- 1925년 1월 1일 - 정으로 승격해 나카노정이 되었다.
- 1955년 4월 1일 - 구시카와촌, 도야촌, 아오노하라촌, 아오네촌 및 미사와촌의 일부가 합병해 쓰쿠이정이 성립하여, 동일 나카노정은 폐지되었다.

## 참고 문헌
- 角川日本地名大辞典編纂委員会,『角川日本地名大辞典 神奈川県』1984, 角川書店
- 「毛利庄 中野村」『大日本地誌大系』 第40巻新編相模国風土記稿5巻之121村里部津久井縣巻之6、雄山閣、1932年8月。NDLJP:1179240/197。